# Жријеб за Европско првенство у фудбалу 2020.
Жријеб за Европско првенство у фудбалу 2020. одржан је 30. новембра 2019, у 18:00, по Средњоевропском времени, CET (19:00 по локалном, Источноевропском времену — EET) у конвекционом центру Ромекспо, у Букурешту, Румунија. На жријебу су учествовале 24 репрезентације, које су биле подијељене у четири шешира по шест репрезентације. С обзиром на то да су се плеј оф утакмице за пласман на првенство играле након жријеба, на самом жријебу нису биле познате све репрезентације учеснице, тако да су четири репрезентације означене као побједници плеј офа од А до Д. Ако би постојале групе које не могу да буду одређене на жријебу, одржао би се нови жријеб, након утакмица плеј офа, 1. априла 2020. године, али је УЕФА објавила да додатни жријеб неће бити потребан, након што је било познато 20 репрезентација које су се директно пласирале и 16 репрезентација које учествују у плеј офу.
Репрезентације су поређане у шеширима на основу укупног ренкинга оствареног у квалификацијама. У првом шеширу било је шест најбоље рангираних репрезентација међу побједницима група у квалификацијама, у другом шеширу биле су четири преостале најбоље рангиране репрезентације међу побједницима група и двије најбоље рангиране другопласиране репрезентације; у трећем шеширу биле су наредних шест најбоље рангираних другопласираних репрезентација, док су у четвртом шеширу биле преостале двије другопласиране репрезентације и четири репрезентације побједници плеј офа.

## Правила
Репрезентације су поређане у шеширима на основу укупног ренкинга оствареног у квалификацијама:
- Шешир 1: побједници група рангирани од 1–6
- Шешир 2: побједници група рангирани од 7–10, другопласирани у групама рангирани од 1–2 (11–12 укупно)
- Шешир 3: другопласирани у групама рангирани од 3–8 (13–18 укупно)
- Шешир 4: другопласирани у групама рангирани од 9–10 (19–20 укупно), побједници плеј офа од А до Д (нису били познати на дан жријеба)

С обзиром на то двије репрезентације домаћини нису могле да буду у истом шеширу, УЕФА је, по потреби, замијенила једну репрезентацију домаћина са најслабије рангираном репрезентацијом у вишем шеширу или је замијенила једну репрезентацију домаћина на најбоље рангираном репрезентацијом из нижег шешира, водећи се тиме да промјене имају минималног утицаја на првобитни распоред репрезентација.
Жријеб је почео са извлачењем репрезентација из првог шешира, а завршен са извлачењем из четвртог шешира, након чега су жријебом извлачење позиције тимова у групи, од 1 до 4, како би се утврдио распоред утакмица. На самом жријебу, утврђена су одређена правила, због тога што није било познато које ће се четири репрезентације пласирати кроз плеј оф Лиге нација:
- аутоматско одређивање група: репрезентације домаћини аутоматски су придружене одговарајућим групама, у зависности од упаривања градова домаћина;
- забрањени дуели: из политичких разлога, УЕФА је успоставила групу тимова за коју је одређено да не могу да играју једни против других у групној фази. Уз то, репрезентације које нису биле домаћин, нису могле бити извучене у групу чији је домаћин репрезентација са којом не могу да играју у истој групи (с обзиром на то да се нису све репрезентације домаћини квалификовале за првенство). Успостављено је само једно правило репрезентација које не могу да играју заједно у групној фази, Русија и Украјина. Такође је био забрањен дуел Косово — Русија, уколико се Косово квалификује кроз плеј оф, али не би могли да буду извучени у истој групи због правила утврђених за групе у које иду побједници плеј офа и градове домаћине. Били су забрањени у дуели Србија — Косово и Босна и Херцеговина — Косово, али све три репрезентације су биле у плеј офу и да су се пласирале, биле би у четвртом шеширу и не би могле да буду извучене у истој групи,[10]

### Одређивање група за учеснике плеј офа
Због формата плеј офа, који је онемогућавао предвиђање сваког могућег сценарија, УЕФА је морала да чека до завршетка групне фазе квалификација како би утврдила све детаље за жријеб плеј офа. У плеј оф се пласирало 16 репрезентација, које су биле подијељене у четири групе са по четири екипе, од Пута А до Пута Д. УЕФА није могла да спријечи да се у истој групи састану двије државе домаћина, као што су на примјер Румунија (домаћин групе Ц) и Мађарска (домаћин групе Ф), које су извучене у плеј офу Пут А. Побједник тог плеј офа може да се нађе у двије групе на првенству, због чега је упарен са Путем Д, јер се у њему није налазила ниједна држава домаћин. Жријеб за плеј оф одржан је 22. новембра 2019, у 12:00 по средњоевропском времену, у Ниону, на којем је такође одређене двије групе у које може да иде побједник Пута А.
Припремљене су двије куглице, са групама Ц и Ф, чији су домаћини Румунија и Мађарска. Прва извучена група означена је као „приоритентна група“, док је друга означена као „неприоритентна група“. Група Ф је извучена као приоритетна, због чега су одређена два могућа сценарија, у зависности од репрезентације која се квалификује кроз Пут А:
- уколико се кроз Пут А квалификују Бугарска, Исланд или Мађарска: побједник Пута А ће бити у групи Ф на Европском првенству, док ће побједник Пута Д бити у групи Ц.
- уколико се кроз Пут А квалификује Румунија: побједник Пута А ће бити у групи Ц, а побједник Пута Д ће бити у групи Ф.

## Калификоване репрезентације
На Европско првенство 2020. квалификовале су се следеће 24 репрезентације:
| Држава                     | Квалификациони ренкинг новембар 2019. | Шешир |
| -------------------------- | ------------------------------------- | ----- |
| Белгија                    | 1                                     | 1     |
| Италија (домаћин)          | 2                                     | 1     |
| Енглеска (домаћин)         | 3                                     | 1     |
| Њемачка (домаћин)          | 4                                     | 1     |
| Шпанија (домаћин)          | 5                                     | 1     |
| Украјина                   | 6                                     | 1     |
| Француска                  | 7                                     | 2     |
| Пољска                     | 8                                     | 2     |
| Швајцарска                 | 9                                     | 2     |
| Хрватска                   | 10                                    | 2     |
| Холандија (домаћин)        | 11                                    | 2     |
| Русија (домаћин)           | 12                                    | 2     |
| Португалија                | 13                                    | 3     |
| Турска                     | 14                                    | 3     |
| Данска (домаћин)           | 15                                    | 3     |
| Аустрија                   | 16                                    | 3     |
| Шведска                    | 17                                    | 3     |
| Чешка                      | 18                                    | 3     |
| Велс                       | 19                                    | 4     |
| Финска                     | 20                                    | 4     |
| Словачка (пут Б)           | 22                                    | 4     |
| Шкотска (домаћин) (пут Ц)  | 29                                    | 4     |
| Северна Македонија (пут Д) | 30                                    | 4     |
| Мађарска (домаћин) (пут А) | 31                                    | 4     |

## Шешири
Састав шешира:
| Тим      | Домаћин |
| -------- | ------- |
| Белгија  |         |
| Италија  | Група А |
| Енглеска | Група Д |
| Њемачка  | Група Ф |
| Шпанија  | Група Е |
| Украјина |         |

| Тим        | Домаћин |
| ---------- | ------- |
| Француска  |         |
| Пољска     |         |
| Швајцарска |         |
| Хрватска   |         |
| Холандија  | Група Ц |
| Русија     | Група Б |

| Тим         | Домаћин |
| ----------- | ------- |
| Португалија |         |
| Турска      |         |
| Данска      | Група Б |
| Аустрија    |         |
| Шведска     |         |
| Чешка       |         |

| Тим           | Домаћин       |
| ------------- | ------------- |
| Велс          |               |
| Финска        |               |
| Плеј оф Пут А | Групе Ц или Ф |
| Плеј оф Пут Б | Група Е       |
| Плеј оф Пут Ц | Група Д       |
| Плеј оф Пут Д |               |

## Састави група
Групе извучене на жријебу:
| Група А    | Група Б  | Група Ц            |
| ---------- | -------- | ------------------ |
| Турска     | Данска   | Холандија          |
| Италија    | Финска   | Украјина           |
| Велс       | Белгија  | Аустрија           |
| Швајцарска | Русија   | Северна Македонија |
| Група Д    | Група Е  | Група Ф            |
| Енглеска   | Шпанија  | Мађарска           |
| Хрватска   | Шведска  | Португалија        |
| Шкотска    | Пољска   | Француска          |
| Чешка      | Словачка | Њемачка            |